# Podvodna puška
Podvodna puška (ang. spear gun) je športno orožje namenjeno lovu morskih živali (rib).
Ločimo podvodne puške na elastiko in pnevmatske podvodne puške. S pritiskom na sprožilec puška izstreli sulico, na katere konec je pričvrščena ost ali harpuna. Pri lovu na večje morske živali uporabljamo ost, ker zaradi manjšega upora v vodi in večjega pritiska na eno samo točko lažje prodre v telo živali.